# Hackerangriff auf private Fotos von Prominenten 2014
Der Hackerangriff auf private Fotos von Prominenten 2014 (in der Netzkultur The Fappening oder Celebgate genannt) bezeichnet die unrechtmäßige Erlangung und Veröffentlichung privater Fotos von überwiegend weiblichen Prominenten in den USA, die offenbar aus geknackten Accounts des Apple-Dienstes iCloud stammen.

## Entstehungsgeschichte
Am 31. August 2014 wurden auf der Website 4chan Fotografien veröffentlicht, die unrechtmäßig erlangt worden waren. Diese Fotografien wurden gegen Bitcoins angeboten. Angebliche Opfer der ersten Welle waren unter anderem Jennifer Lawrence, Jenny McCarthy, Rihanna, Kate Upton, Mary Elizabeth Winstead, Kirsten Dunst, Ariana Grande und Victoria Justice. Lawrence und Winstead bestätigten den Vorfall und die Authentizität der Aufnahmen. Grande und Justice dementierten, dass sie auf den Fotos zu sehen seien. Dunst reagierte bei Twitter mit einem sarkastischen „Danke, iCloud“ auf die Veröffentlichung der Bilder. Es gab zunächst keine belastbaren Hinweise darauf, aus welchen Quellen und auf welchem Wege die Bilder entwendet worden waren. Die US-Bundespolizei FBI schaltete sich in die Ermittlungen ein.
Dem Vorfall wurden durch die Internet-Community viele Namen gegeben, darunter „Celebgate“ (in Anlehnung an Watergate) und „The Fappening“, ein Kofferwort aus den englischen Wörtern to fap (umgangssprachlicher Ausdruck für die männliche Masturbation) und happening (Ereignis).
Am 21. September wurden weitere private Bilder und Videos verschiedener US-amerikanischer Prominenter veröffentlicht. Zu den Betroffenen zählten diesmal offenbar Hope Solo, Hayden Panettiere, Kim Kardashian, Rihanna, Avril Lavigne, Vanessa Hudgens, Kate Bosworth, Emily Ratajkowski, Aubrey Plaza, Leelee Sobieski, Mary-Kate Olsen, Gabrielle Union sowie Alyson und Amanda Michalka.
In einer dritten Welle von Veröffentlichungen Ende September tauchten Bilder des Models Cara Delevingne, der Schauspielerin Anna Kendrick und der dreifachen Beachvolleyball-Olympiasiegerin Misty May-Treanor auf.
Am 3. Oktober 2014 waren in einer vierten Welle von Veröffentlichungen unter anderem das Victoria’s-Secret-Model Erin Heatherton, die Schauspielerinnen Winona Ryder, AnnaLynne McCord und Zoe Kazan sowie die Sängerin Ingrid Michaelson betroffen. Erstmals war mit Reality-TV-Star Nick Hogan, Sohn von Wrestling-Legende Hulk Hogan, auch ein Mann unter den Opfern – die Hacker verschafften sich offenbar Zugang zu Hogans gesamtem Fotoarchiv der vergangenen acht Jahre.

Am 15. März 2017 wurde als The Fappening 2.0 erneut Bilder, unter anderem von Emma Watson, Dylan Penn und Fergie, veröffentlicht. Ob und wie diese in Zusammenhang mit der Veröffentlichung von 2014 stehen, ist noch unbekannt.

## iCloud-Daten
Im Verfahren gegen den Hacker Ryan Collins stellte sich heraus, dass die Zugangsdaten nicht, wie anfangs vermutet, über die  Sicherheitslücke in „Find My iPhone“ und iBrute beschafft wurden, sondern über einfache Phishing-Mails an die Prominenten, in denen sie zu einer Anmeldung in der iCloud und Gmail aufgefordert wurden.

## Verbreitung
Nach der ursprünglichen Veröffentlichung auf 4chan verbreiteten sich die Aufnahmen schnell im Internet. Versuche seitens der Opferanwälte, die Verbreitung einzudämmen, waren bislang nicht erfolgreich.
Der Blogger Perez Hilton veröffentlichte die Fotos nach Erscheinen auf seinem Blog, nahm sie aber kurz darauf aus dem Netz und entschuldigte sich für sein Verhalten.
Große Aktivität war auf der Website reddit zu verzeichnen. Dort wurde ein sog. subreddit angelegt, um die Fotos weiter zu veröffentlichen, der an einem Tag 75.000 Abonnenten verzeichnete. Die Administratoren der Website wurden für ihre Tatenlosigkeit kritisiert. Die Aufnahmen kursierten vermutlich bereits einige Wochen vor der Veröffentlichung am 31. August 2014 im Internet, wurden dort aber eher privat getauscht. Allerdings sind die Hintergründe noch unklar. Es wird behauptet, dass noch weitere Dateien unveröffentlicht geblieben sind, darunter auch Videoaufnahmen.

## Verurteilung
Der US-amerikanische Hacker Ryan Collins wurde im Oktober 2016 zu 18 Monaten Gefängnis verurteilt, nachdem er sich schuldig bekannt hatte, unberechtigt auf 50 iCloud-Konten und 72 Google-Mail-Konten zugegriffen zu haben. Den Ermittlungen zufolge hatte er zwei Jahre lang durch Phishing die Zugangsdaten zu Konten von vorwiegend weiblichen Prominenten gesammelt.
Es wurden drei weitere Hacker, darunter ein George G., verurteilt. Letzterer hatte sich Zugang zu mehr als 550 iCloud- und Gmail-Accounts verschafft. Ein Mann aus Illinois wurde zu einer Gefängnisstrafe verurteilt, ein Mann aus Pennsylvania erhielt 2016 eine Gefängnisstrafe von 18 Monaten. 2019 wurde ein vormaliger Lehrer zu 34 Monaten Haftstrafe verurteilt. Der 31-Jährige hatte über 200 iCloud-, Facebook- und Yahoo-Accounts gehackt. Dies betraf nicht nur Prominente, sondern auch die Accounts seiner zum Tatzeitpunkt noch minderjährigen Schwägerin sowie die von Kollegen und Schülern der Schule, an der er gearbeitet hatte.

## Reaktionen
Als Reaktion darauf, dass die Fotos unter anderem durch Social Engineering oder Phishing der iCloud-Zugangsdaten von Opfern erlangt worden waren, kündigte Apple-CEO Tim Cook im Wall Street Journal weitere Maßnahmen zur Verbesserung der Sicherheit des iCloud-Dienstes an. Unter anderem werden Nutzer per E-Mail benachrichtigt, wenn ein Login stattfindet.